# Autoroute A-33 (Espagne)
Pour les articles homonymes, voir A33.
L'autoroute espagnole A-33 surnommée Autovia del Altiplano est une autoroute qui relie Estación de Blanca à la Fuente la Higuera.
L'autoroute A-33 est un grand axe de communication qui permet de relier le Levant espagnol (Communauté valencienne) directement au centre de la péninsule dans la région de Murcie sans longer la côte Méditerranéenne.
Elle double la route nationale N-344 et dessert les communes de Yecla et Jumilla.
Elle permet entre autres de relier Valence à Murcie par l'intérieur des terres (A-7, A-35, A-33, A-30), sans passer par Alicante.

## Tronçons
| Nom  | Section         | État (2025) | Longueur (km) |
| ---- | --------------- | ----------- | ------------- |
| A-33 | A-30 - Jumilla  | En service  | 32 km         |
| A-33 | Jumilla - Yecla | En service  | 23 km         |
| A-33 | Yecla - A-35    | En service  | 37 km         |
|      |                 | Total       | 93 km         |

## Tracé
- L'autoroute débute dans la commune de Fuente la Higuera dans la Communauté valencienne où elle se détache de l'A-35 (Valence - Albacete).
- 13 km plus loin, l'A-33 croise l'A-31 (Madrid - Alicante) et continue son chemin vers l'intérieur.
- L'autoroute contourne les communes de Yecla et Jumilla d'où vont se déconnecter lorsqu'elles seront dédoublées respectivement la RM-14 à destination de Santomera et la RM-714 à destination de Caravaca de la Cruz.
- Quelques dizaines de kilomètres plus loin, elle se connecte à l'A-30 (Madrid - Cartagène) à hauteur de Cieza.

## Référence
- Nomenclature